# Lenguas indo-pacíficas
La macrofamilia de lenguas indo-pacífica es una hipotética y controvertida macrofamilia de lenguas que agrupa a algunas otras familias de lenguas habladas principalmente en Papúa-Nueva Guinea, Tasmania e islas del océano Índico, propuesta como unidad filogenética en 1971 por Joseph Greenberg. 
Las lenguas indo-pacíficas están formadas por lenguas de cuatro áreas geográficas:
- idioma kusunda (Nepal)
- Lenguas de las islas Andamán (India).
- Lenguas papúes (Nueva Guinea)
  - Lenguas amto-musan
  - Lenguas de las islas Andamán
  - Lenguas orientales de la Cabeza de Pájaro
  - Lenguas papúes orientales
  - lenguas de la bahía Geelvink oriental
  - Lenguas kwomtari-baibai
  - Lenguas del May izquierdo
  - Lenguas Sepik-Ramu
  - Lenguas sko
  - Lenguas de Tasmania
  - Lenguas Torricelli
  - Lenguas trans-neoguineanas
  - Lenguas papúes occidentales
- Lenguas de Tasmania (Australia)

La familia fue propuesta por Merritt Ruhlen en A guide to the world's languages, pero no es aceptada por la mayoría de la comunidad científica. En parte este rechazo tiene un fondo metodológico ya que no se hace un uso exhaustivo ni riguroso del método comparativo, el único universalmente aceptado para probar la relación genética de un grupo de lenguas.

## Críticas de la hipótesis

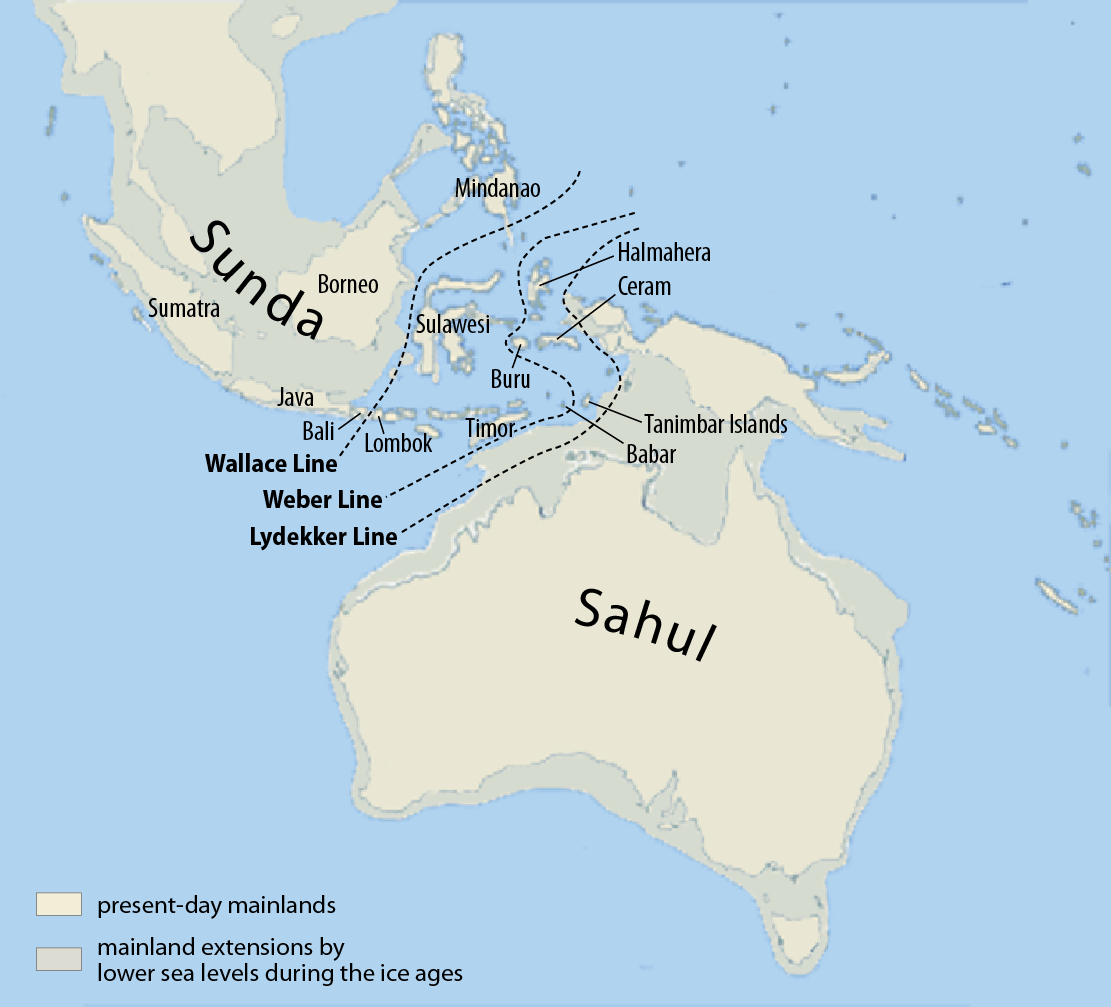
La masa continental de Sahul antes de la elevación del nivel de los océanos separase Australia, Nueva Guinea y Tasmania tras la última era glacial.

Además de no ser aceptada por la mayoría de lingüistas históricos, desde un punto de vista arqueológico la hipótesis indopacífica carece de sentido. Es conocido que los primeros pobladores de Nueva Guinea llegaron allí hace unos 40 000 años. Se cree que por entonces Nueva Guinea, Australia y Tasmania formaban una gran masa de tierra unida, por lo que los primeros pobladores se habrían repartido por todo ese territorio. Hace entre 14 000 y 7000 años el nivel del mar subió y tanto Tasmania como Nueva Guinea quedaron separadas de Australia. Si existe un parentesco trazable entre las lenguas de Nueva Guinea y las de Tasmania necesariamente debe incluir también a las poblaciones intermedias de Australia, ya que las lenguas de las tres masas de tierras deben remontarse a los primeros pobladores. Es decir, de existir un antecesor común de las lengua papúes y tasmanas también debe ser el antecesor común de las lenguas australianas. Sin embargo, dada el prolongado período de tiempo transcurrido, aun cuando hubiera existido un proto-neoguieneano-australiano-tasmano no sería reconstruible por los medios de la lingüística histórica y la mayoría de lingüistas no aceptarían entonces que pudiera probarse firmemente el parentesco.
En cuanto a los pueblos de las islas Andamán, genéticamente parecen estar más cercanos a los pueblos que colonizaron Nueva Guinea y Australia que a otros pueblos asiáticos, pero igualmente el período de tiempo no permitiría reconocer el parentesco lingüístico de haber existido. Pero sin duda lo más criticado de la hipótesis indopacífica es la inclusión de una lengua hablada en el Himalaya, el kusunda que parece difícil de relacionar arqueológicamente con los primeros pobladores de Nueva Guinea.